# Anatolij Bondarenko
Anatolij Wasylowycz Bondarenko (ukr. Анатолій Васильович Бондаренко, ur. 8 sierpnia 1974 w Łysiance) – ukraiński polityk i przedsiębiorca, mer Czerkas od 2015 roku.

## Życiorys
Anatolij Bondarenko urodził się 8 sierpnia 1974 roku w Łysiance w obwodzie czerkaskim. W latach 1992–1994 służył w Siłach Zbrojnych Ukrainy w kompanii rozpoznawczej specjalnego przeznaczenia. W latach 2002–2005 stał na czele łysiańskiej rady osiedla typu miejskiego, a następnie przez rok był przewodniczącym łysiańskiej rejonowej administracji państwowej. Był także trzykrotnie wybierany na radnego czerkaskiej rady obwodowej.
Oprócz kariery w administracji państwowej Bondarenko pracował w prywatnym biznesie. W latach 2007–2010 był zastępcą dyrektora generalnego przedsiębiorstwa Nibulon zajmującego się produkcją i eksportem zboża. Następnie przez trzy lata był przedsiębiorcą indywidualnym.
W czasie Euromajdanu Bondarenko był jednym z organizatorów protestów w obwodzie czerkaskim.
W listopadzie 2015 roku objął funkcję mera Czerkas.
W marcu 2010 roku stanął na czele obwodowych struktur partii Batkiwszczyna w obwodzie czerkaskim. W latach 2014–2015 był asystentem posła tej partii. Z Batkiwszczyną rozstał się w 2020 roku, przechodząc do partii Za Przyszłość, z której list startował otrzymując reelekcję w wyborach samorządowych. 5 kwietnia 2021 roku został liderem struktur partyjnych w obwodzie czerkaskim.
Jest żonaty, ma trzy córki.

## Odznaczenia
- Odznaka Prezydenta Ukrainy "Za Obronę Ukrainy" – odmiana cywilna (2023)[3]
- Odznaka Honorowa Głównodowodzącego Siłami Zbrojnymi Ukrainy – "Za Wspieranie Wojska" (2022)[4]